# چوب آب‌آورد

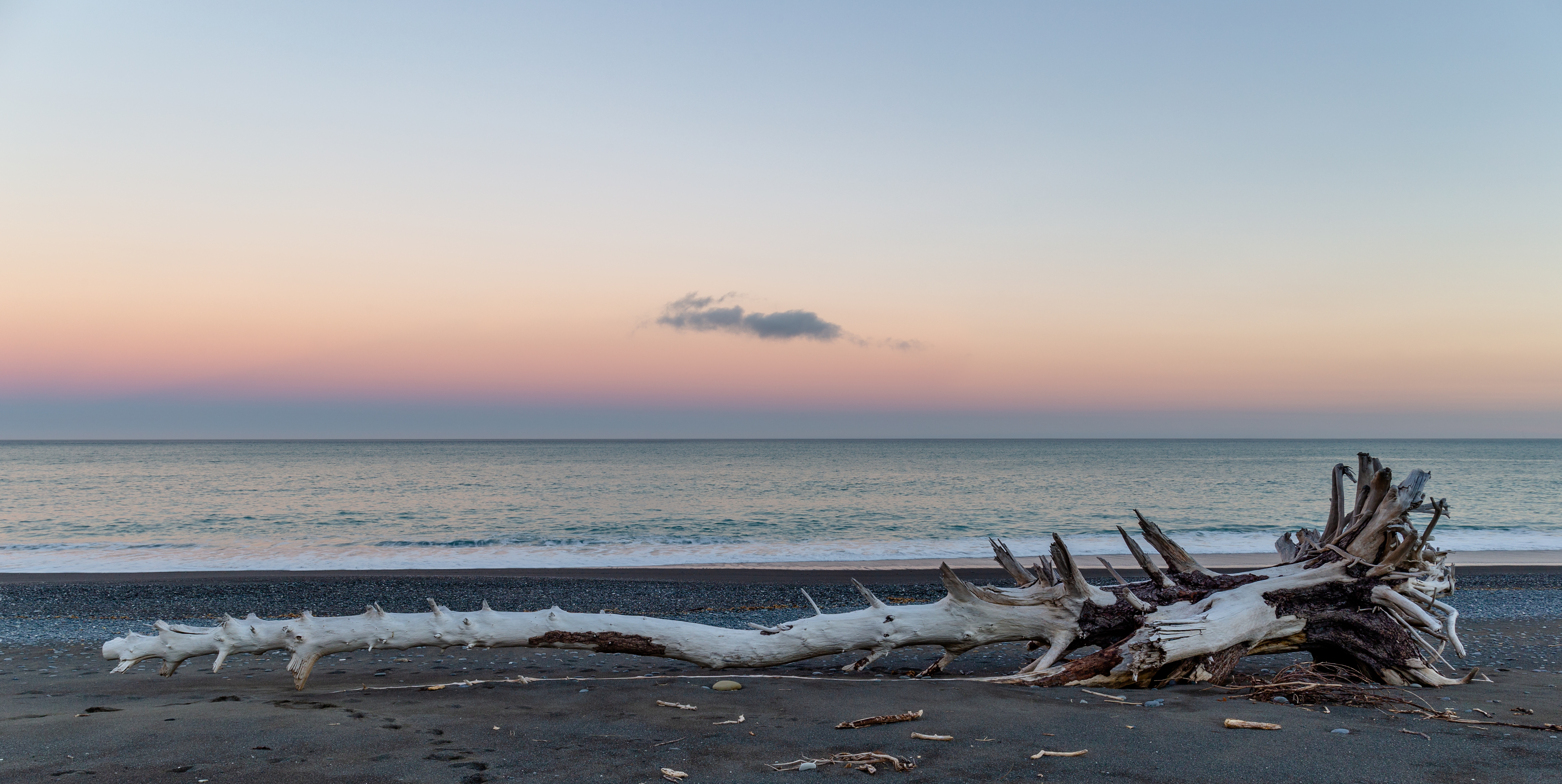
چوب آب‌آورد در ساحلی در نیوزیلند.

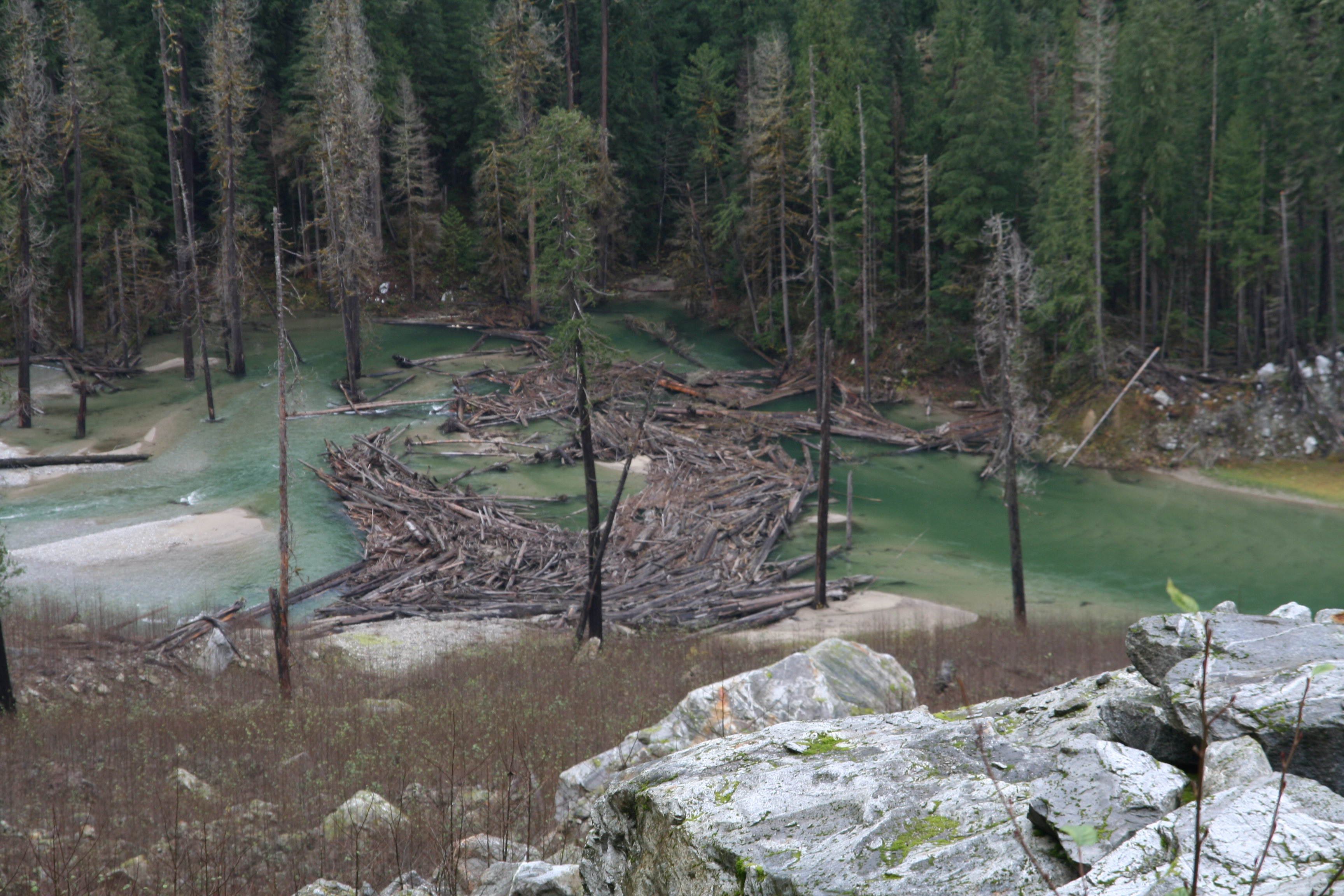
چوب آب‌آوردهای شناور در رودخانه.

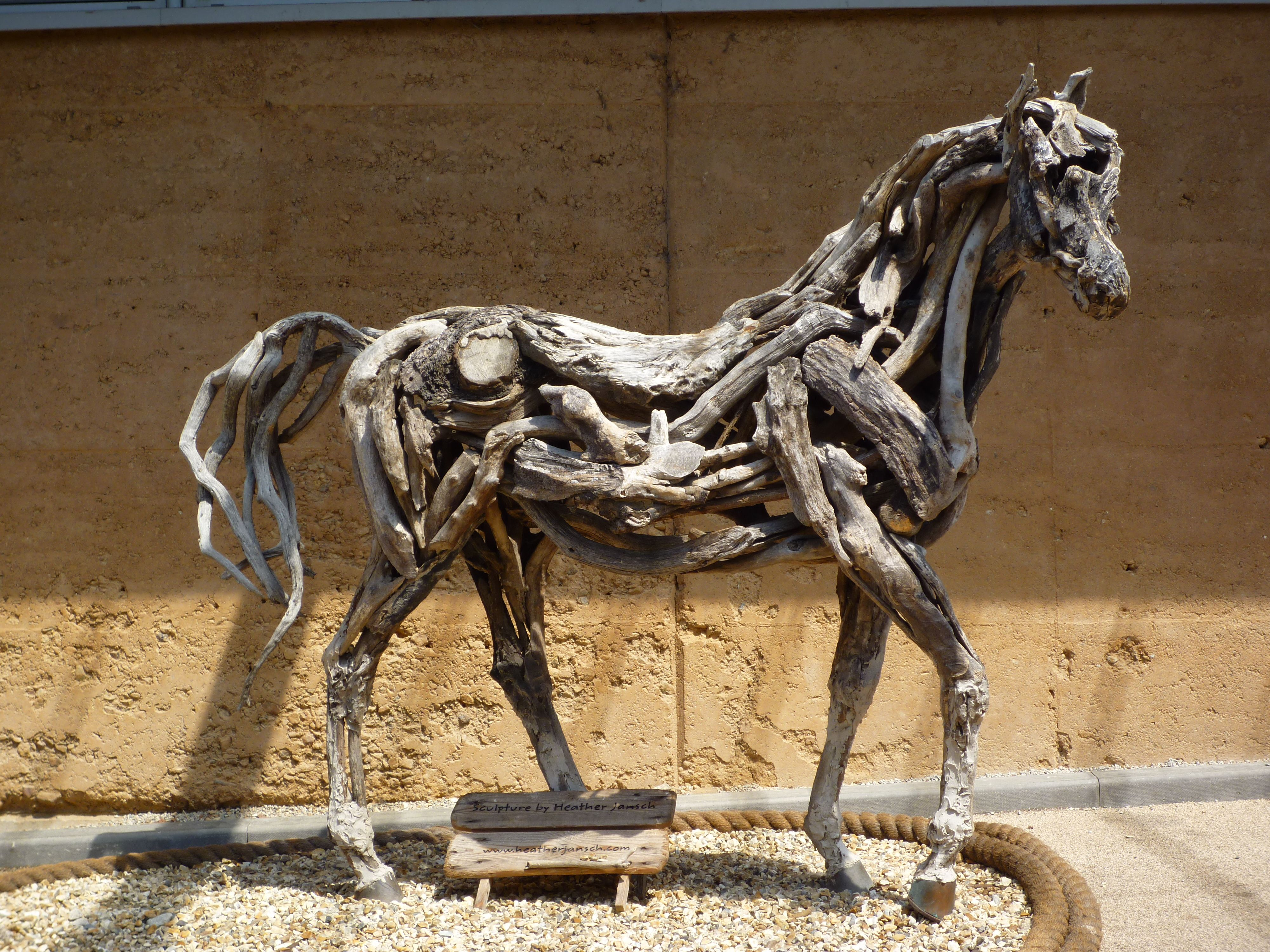
تندیس یک اسب با استفاده از چوب آب‌آورد.

چوب آب‌آورد، قطعه‌های بزرگ و کوچک چوب است که از دریا یا رودخانه، به ساحل رسیده باشند یا در آب شناور باشند. چوب آب‌آورد، نوعی زبالهٔ دریایی یا رودخانه‌ای است.
در برخی از مناطق ساحلی، چوب آب‌آورد یک مزاحمت بزرگ است. با این حال، چوب شناور پناهگاه و غذا را برای پرندگان، ماهی‌ها و سایر گونه‌های آبزیان در هنگام شنا در اقیانوس فراهم می‌کند. موریانه‌های دریایی، کرم‌های کشتی و باکتری‌ها چوب را تجزیه می‌کنند و به تدریج آن را به مواد مغذی تبدیل و به شبکه غذایی برمی‌گردانند. بعضی اوقات، چوب‌هایی که ناقص تجزیه شده‌اند در ساحل، پرندگان، گیاهان و گونه‌های دیگر را نیز در خود جای می‌دهند. چوب آب‌آورد می‌تواند پایه و اساس تپه‌های ماسه‌ای شود.
بیشتر چوب‌های آب‌آورد بقایای درختان هستند که به‌طور کامل یا نصفه به دلیل جاری شدن سیل، وزش باد شدید، یا سایر موارد طبیعی یا در نتیجه ورود به اقیانوس شسته شده‌اند. همچنین زیر مجموعه ای از چوب آب‌آورد وجود دارد که به عنوان چوب الوار (drift drift) شناخته می‌شود. الوار آب آورد شامل بقایای اشیاء چوبی ساخته شده توسط انسان، مانند ساختمان‌ها و محتویات آنها در هنگام طوفان‌ها به دریا شسته می‌شود، اشیاء چوبی که از ساحل به داخل آب انداخته می‌شوند، از بین بردن حفره یا بار گمشده از کشتی‌ها و بقایای کشتی کشف شده‌اند. فرسایش و عملکرد موج ممکن است تعیین منشأ یک قطعه خاص از چوب آب‌آورد زا دشوار یا غیرممکن کند.